# Clube de Campo Associação Atlética Guapira
O Clube de Campo Associação Atlética Guapira é um clube social, esportivo e recreativo brasileiro da cidade de São Paulo, capital do estado homônimo. Foi fundado em 20 de outubro de 1918 e suas cores são azul e branco.
O maior rival do clube é o Nacional-SP, devido aos confrontos de jogos em ligas amadoras e inferiores.

## História

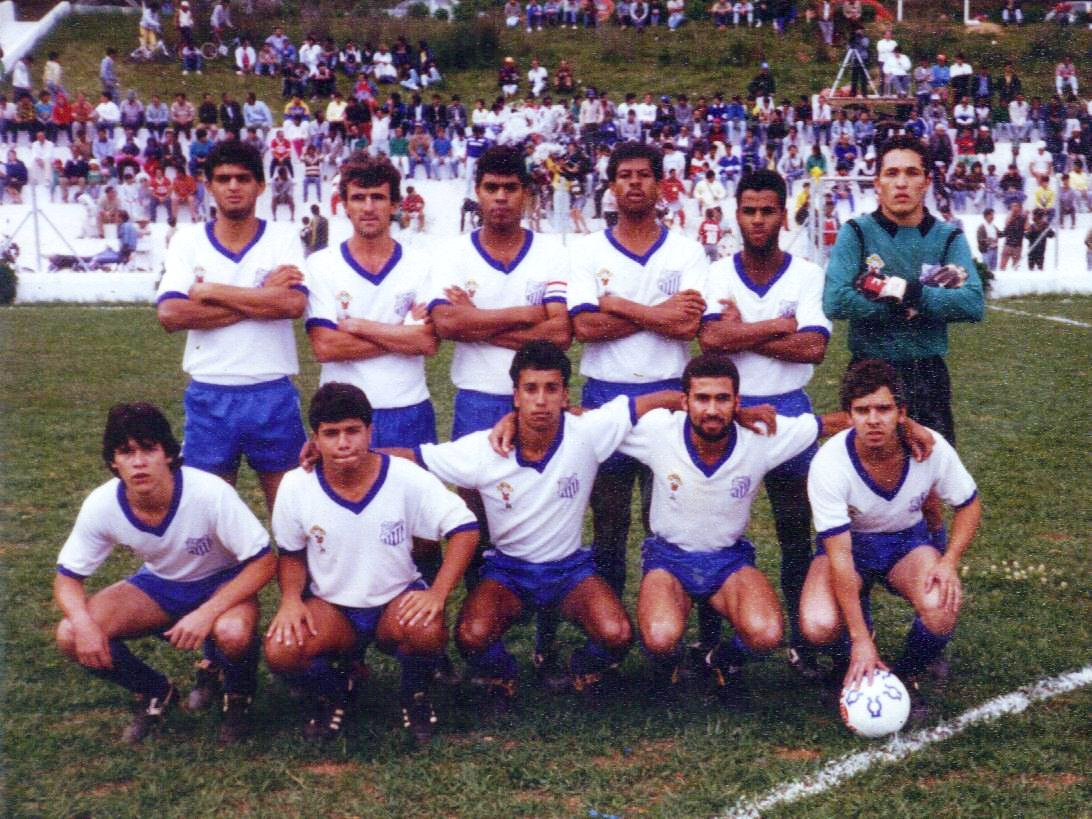
Equipe principal do Guapira jogando contra a Central Brasileira pelo Campeonato Paulista de Futebol de 1988 em Cotia.

O Clube de Campo Associação Atlética Guapira foi fundado em 20 de outubro de 1918, por moradores do então bairro de Guapira (atual Jaçanã), na zona norte paulistana, e de funcionários da Vidraria Lupatelli (maior empresa local, na época) que queriam formar uma equipe de futebol.
À luz de um lampião, a fundação oficial se deu na Escola Mista Guapira. Dedicado ao futebol desde a fundação, o Guapira escolheu para seu uniforme as cores azul e branca. O futebol faz parte da história da entidade, desde o seu início. Tornou-se tradicional nesse esporte.
Os fundadores da A.A. Guapira foram Cândido José Rodrigues, João Favari, Valentim Mutschelli, José Talarito, Mario Pinheiro, Antonio Romeu Soares, Ernesto Buono, Elias Chistone, Alcíbio Pinto Barbosa, José Cursino da Cruz, Luiz da Costa, José da Costa, Primo Corsini, João Bento Rodrigues, Capitão Antonio Joaquim Nascimento, José Marcondes, Milton Morais Salgado, Damásio da Silva, Lúcio da Silva, João Teixeira de Barros, Antonio Matatudo, José Gonçalves e Francisco Pinto.
Em 1964 o clube passou a chamar-se Clube de Campo, em lugar de A.A. Guapira, pois a intenção de seus dirigentes era levar a entidade para o sopé da "Serra da Cantareira", através da venda de títulos patrimoniais.
Ao longo de sua história, disputou competições amadoras e sagrou-se três vezes campeão amador da cidade de São Paulo (em 1958, 1960 e 1964). Entrou para o profissionalismo em 1982, tendo disputado torneios oficiais do futebol paulista até 2002. Nesse período, o clube conquistou, de forma invicta, o Campeonato Paulista da Série B2 (quinta divisão) de 1998, e foi vice-campeão do Campeonato Paulista da Série A4 (quarta divisão), em 1989. 
Atualmente seu departamento de futebol profissional encontra-se fechado, dedicando-se apenas a competições amadoras, porém a volta do futebol profissional e das categorias de base, não está descartada, desde que surja alguma parceria disposta a patrocinar os custos. 

## Títulos no futebol
Oficiais
-  Campeonato Paulista - Segunda Divisão = 1998

Outros
- Campeonato Amador da Capital SP: 3 vezes  (1958, 1960 e 1964).
- Campeonato Paulista Amador 2º Quadro - FPF: 1957.
- Liga Riachuelo - Zona Norte da SP/SP: 1935.
- Liga Riachuelo - Sub Divisão ZN/SP/SP: 1945.